# オーガスタ大学
オーガスタ大学（英：Augusta University）は、アメリカ合衆国ジョージア州のオーガスタに本拠を置く州立の研究型総合大学である。2013年にジョージア健康科学大学（Georgia Health Sciences University）とオーガスタ州立大学（Augusta State University）が合併することで設立された。
ジョージア州の州立大学を統括する上部組織であるジョージア大学システムの一校であり、ジョージア大学、ジョージア工科大学、ジョージア州立大学と並ぶ研究型大学に分類されている。ジョージア州では唯一の歯学校、またジョージア州立としては唯一の医学校を有する大学である。オーガスタ本校のほかに、サバンナ、アルバニー、ローム、アセンズにキャンパスが設置されている。また、南部学校・大学協会（w:Southern Association of Colleges and Schools）に所属している。大学およびその関連医療施設では12000人以上の従業員が働いており、各地には61000人以上の存命の同窓生がいる。
オーガスタ大学はジョージア医科大学を前身の一つとしており、多くの医療施設と医学系研究施設がキャンパス内外に設置されている。医療施設には、520床のオーガスタ大学メディカルセンター 、149床のジョージア小児病院、80以上の外来診療所が含まれ、年間50万人以上の患者が診察を受けに来院している。またオーガスタには、米陸軍におけるサイバーセキュリティの本拠地であるゴードン基地が置かれていることから、オーガスタ大学には同基地などとの協力関係を持つコンピューター・サイバーサイエンス学部が設置されている。

## 歴史
ともにオーガスタにキャンパスを構えるジョージア健康科学大学とオーガスタ州立大学が合併することで、2013年に設立された。

### ジョージア健康科学大学

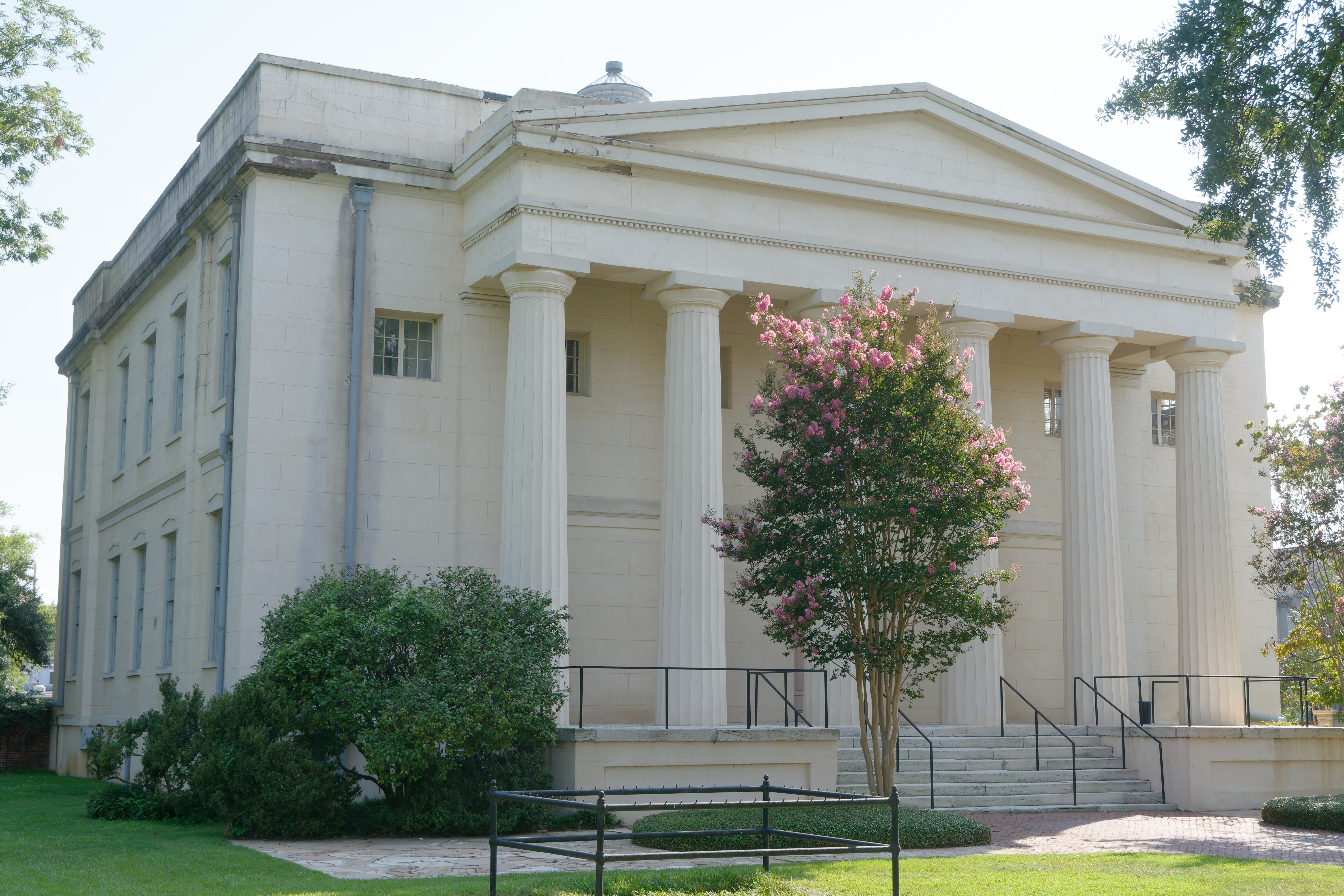
現在まで残る旧医学校ビル

ジョージア健康科学大学は、ジョージア州立のジョージア医学院として1828年に開校した。全米で13校目、南東部では3校目の医学校であった。その後、1829年にジョージア医学研究所、1833年にジョージア医科大学と名称を変えた。1835年まではオーガスタ市グリーンストリートに位置するシティ・ホスピタルに医学校を設置していたが、その後、現在はアメリカ合衆国国定歴史建造物に指定されている、テルフェアストリートに位置する旧医学校ビルが1913年まで利用された。
当初は医学部のみで、「解剖学・外科」、「女性および小児疾患の医療および研究」、「薬学（materia medica）・化学・製薬」の三つのプログラムを有していた。その後、1940年代には看護学部が設置され、1960年代には修士および博士課程プログラムが開始された。その後10年のうちにコメディカル健康科学部、歯学部、大学院が追加され、医学部以外の組織を反映するように2011年にジョージア健康科学大学と改称された。

### オーガスタ州立大学

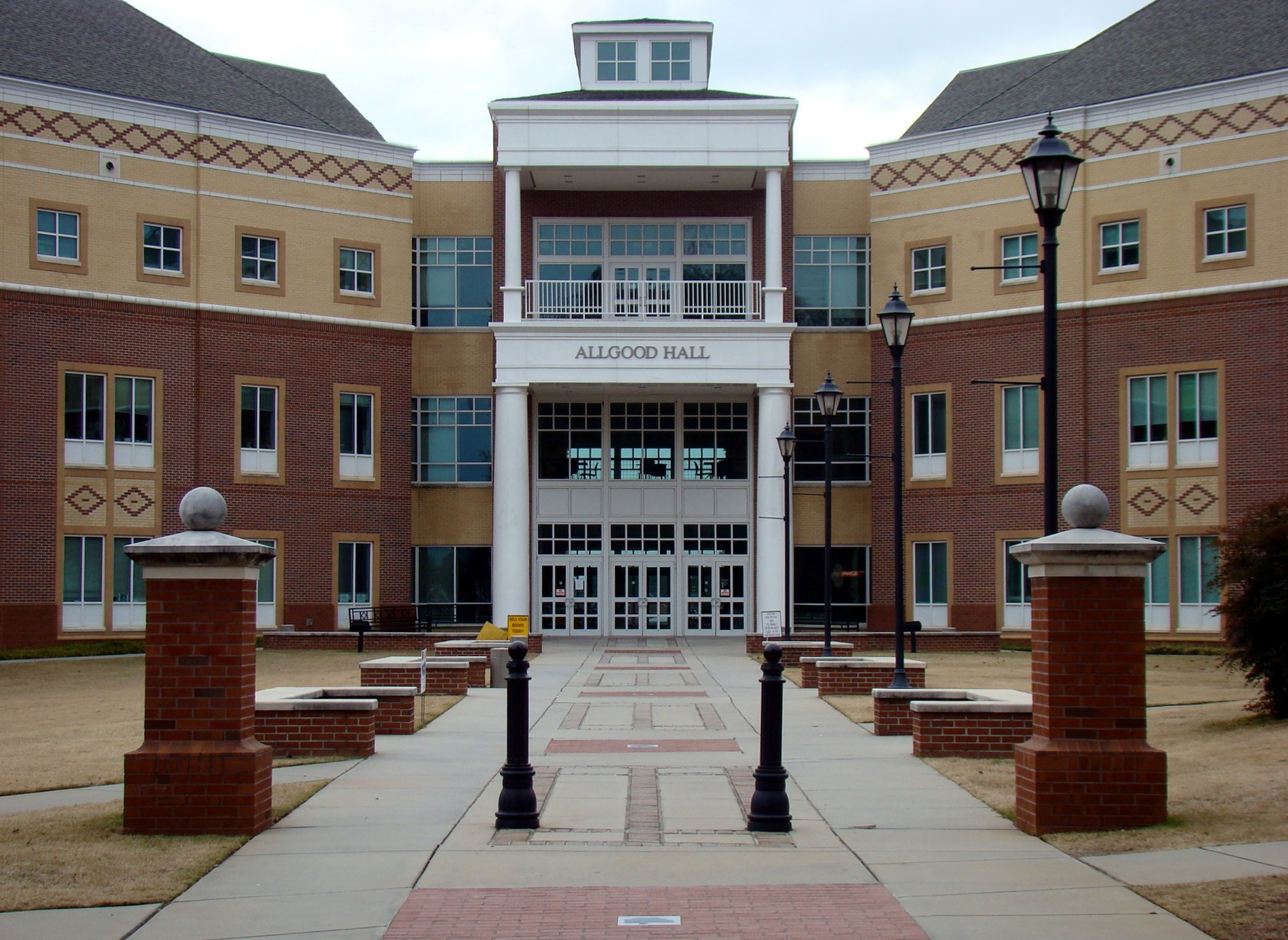
オールグッドホール

オーガスタ州立大学の起源は1783年に設立された高等学校である、リッチモンド群アカデミーにさかのぼる。1785年に開校すると同時に、ジョージア州議会の監督の元、高等学校でありながら大学レベルの教育を行っていた。そのため同高校の卒業生は、大学に二年生もしくは三年生として編入することができた。入学者数が増加したため、1925年にオーガスタ短期大学を設立し新たなビルを建設した。1957年には短期大学がアカデミーから分離し、現在のサマービルキャンパスに二年制の新たな短期大学として開校した。
1958年には名称を正式にオーガスタカレッジに改め、ジョージア大学システムの一員となり、1963年には四年制大学へと拡大された。新たなキャンパスやビルの建設などを経て、1996年にオーガスタ州立大学と改称された。オーガスタ州立大学には、芸術・人文・社会学部、経済学部、教育学部、理数学部の四つの学部が設置され、100以上のプログラムの元、修士や他大学との共同で博士までの学位が授与されていた。

### オーガスタ大学
上記のように、2013年に同二校が合併することでジョージア・レジェンツ大学が設立され、その後2015年にオーガスタ大学と改称された。同時期に、オーガスタ市のゴードン陸軍基地が陸軍サイバーセキュリティの本拠地に選ばれたことから、同基地との協力関係のもとジョージアサイバーセンターが建設され、コンピューター・サイバー科学部が新たに設立された。現在は、合計10の学部に1万人弱の学生が150以上のプログラムの元で学んでいる。ジョージア健康科学大学は元々研究のさかんな大学であったが、オーガスタ州立大学は教育型大学であったため、ジョージア大学システムの監督の元、研究者・施設・設備・プログラムへの大規模な投資が行われている。

## キャンパス

### ヘルスサイエンシズ

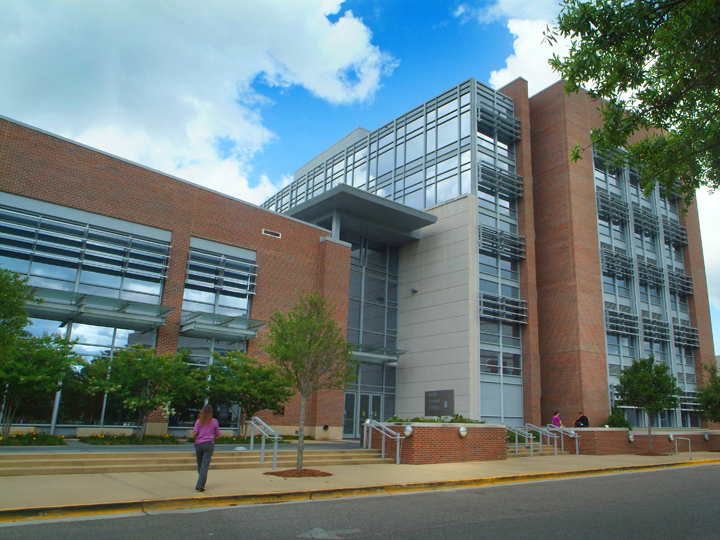
ヘルスサイエンシズビル

オーガスタ市ダウンタウン近郊に位置する、合併前はジョージア健康科学大学が位置していたキャンパスである。現在は、元ジョージア健康科学大学の学部（医学部、歯学部、看護学部、コメディカル健康科学部）や施設に加えて、2021年に理数学部の一部が移動している。教育や研究のための大学施設のほかに、オーガスタ大学医療センターの数々の施設が位置しており、また協力関係にある大学外部の医療施設も隣接している。

### サマービル

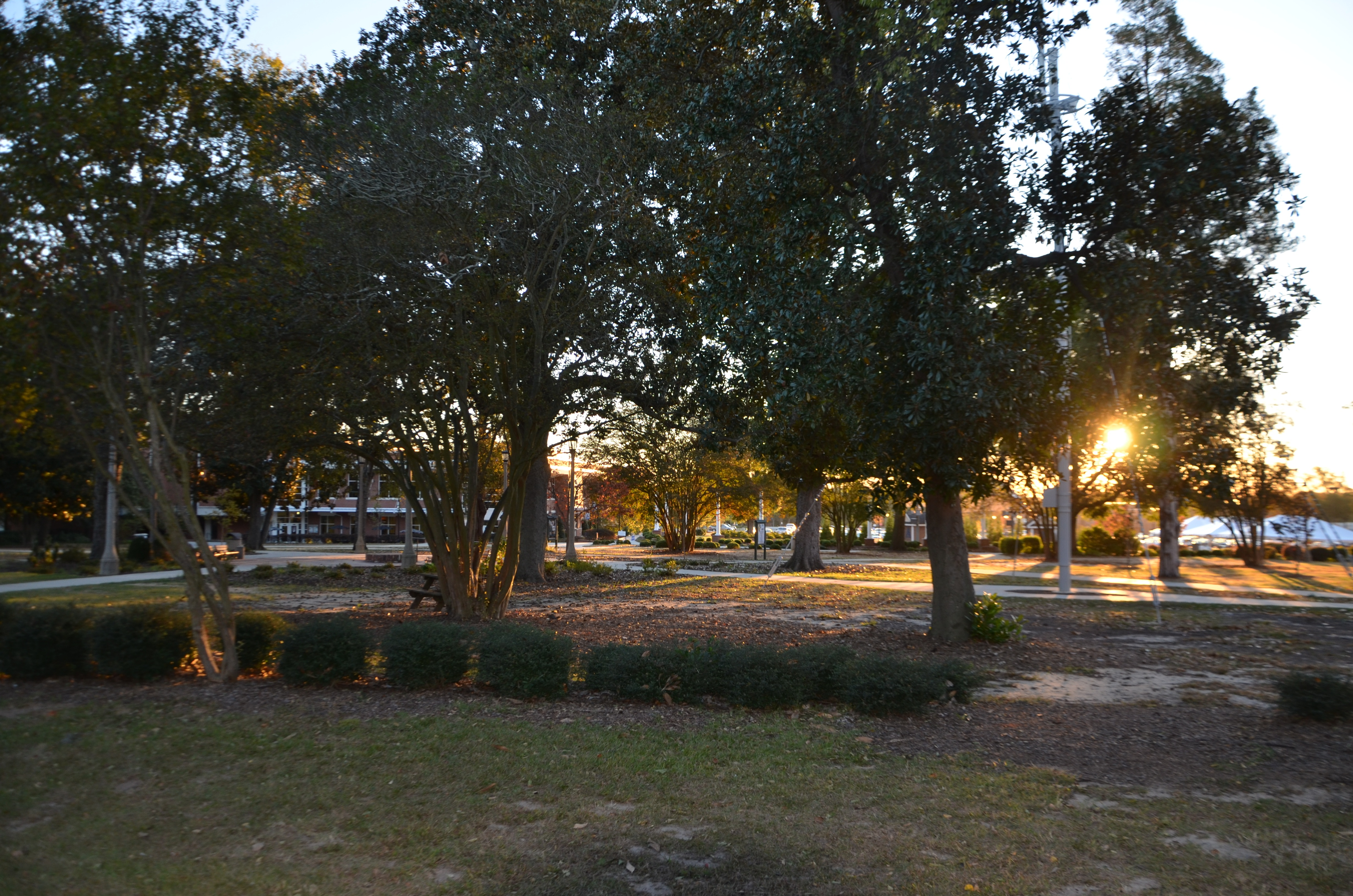
サマービルキャンパス

オーガスタ市サマービルに位置する、合併前はオーガスタ州立大学が位置していたキャンパスである。現在は、元オーガスタ州立大学の理数学部を除いた学部（芸術・人文・社会学部、経済学部、教育学部）が位置している。元々は米陸軍の兵器工場として利用されていたが、1955年の閉鎖にともない地元の教育委員会へ引き渡され、当時のオーガスタ短期大学のキャンパスとして再利用され現在に至っている。

### フォレストヒルズ
サマービルキャンパス近郊に、オーガスタ州立大学の第二のキャンパスとして設置された。現在は主に、スポーツ関連の施設として利用されている。体育館、各種運動場、学生寮などの他に、オーガスタ大学ゴルフチームのホームとして、フォレストヒルズ・ゴルフクラブとそのコースが設置されている。このコースでは、毎年全米のトップ50以上チームから男女各15チームほどを招いた大会である、オーガスタ招待が行われている。

### リバーフロント
コンピューター・サイバー科学部の設立に伴い、オーガスタ市とノースオーガスタ市（サウスカロライナ州）を隔てるサバンナ川のほとりに建設された。フル・マクナイトビルとシャファー・マクカートニービルが隣接している。

### その他
オーガスタ市内に位置する上記4キャンパスの他に、ジョージア州サバンナ、アルバニー、ローム、アセンズにキャンパスが設置されている。

## 協力関係

### AU/UGA medical partnership
2010年にジョージア大学（UGA）とジョージア医科大学（MCG）の間でUGA–MCG medical partnershipが結ばれた。UGA–MCG medical partnershipでは、歴史ある医学校（MCG）の経験と全米でも有数の研究型大学（UGA）のリソースを合わせることで、先進的な教育を行うことを目的としている。2012年からは、ジョージア大学がアセンズ近郊に新たにヘスルサイエンシズキャンパス（オーガスタ大学のヘルスサイエンシズキャンパスとは別）を開いたことで、当キャンパスでUGA–MCG medical partnershipの教育が行われている。ジョージア健康科学大学とオーガスタ州立大学が合併したことで、協力関係はAU/UGA medical partnershipと改称された。

### ECRH–AU medical partnership
2009年に、オーガスタとグレイスウッドに位置している中東部地方病院（East Centrral Regional Hospital）が閉鎖を検討していたため、オーガスタ大学が運営を引き継ぐこととなった。当病院は、行動障害や精神障害を専門とし、主にオーガスタ大学看護学部が中心となって、看護士の育成や学部生・大学院生の教育を行っている。

### US Army Cyber Center of Excellence at Fort Gordon–AU Cyber Institute partnership
米陸軍ゴードン基地は陸軍サイバーセキュリティの本拠地として機能している。2016年に結ばれた当協定により、オーガスタ大学とゴードン基地の関係性が強化され、兵士の軍から民間への復帰やリソースの共有などが円滑に行われるようになることが期待されている。

### East Georgia State College Augusta
2013年に、スウェインズボロにメインキャンパスを置く東ジョージア州立大学との協力関係が結ばれた。当協定では、オーガスタ大学への入学規定に満たない生徒が東ジョージア州立大学に籍を置きながら、オーガスタ大学の授業に参加することができる。そして30単位を取得した時点で2.3以上のGPAを保っていれば、オーガスタ大学へ編入することができる。なお、東ジョージア州立大学は同様の協定をジョージアサザン大学とも結んでいる。

## スポーツ

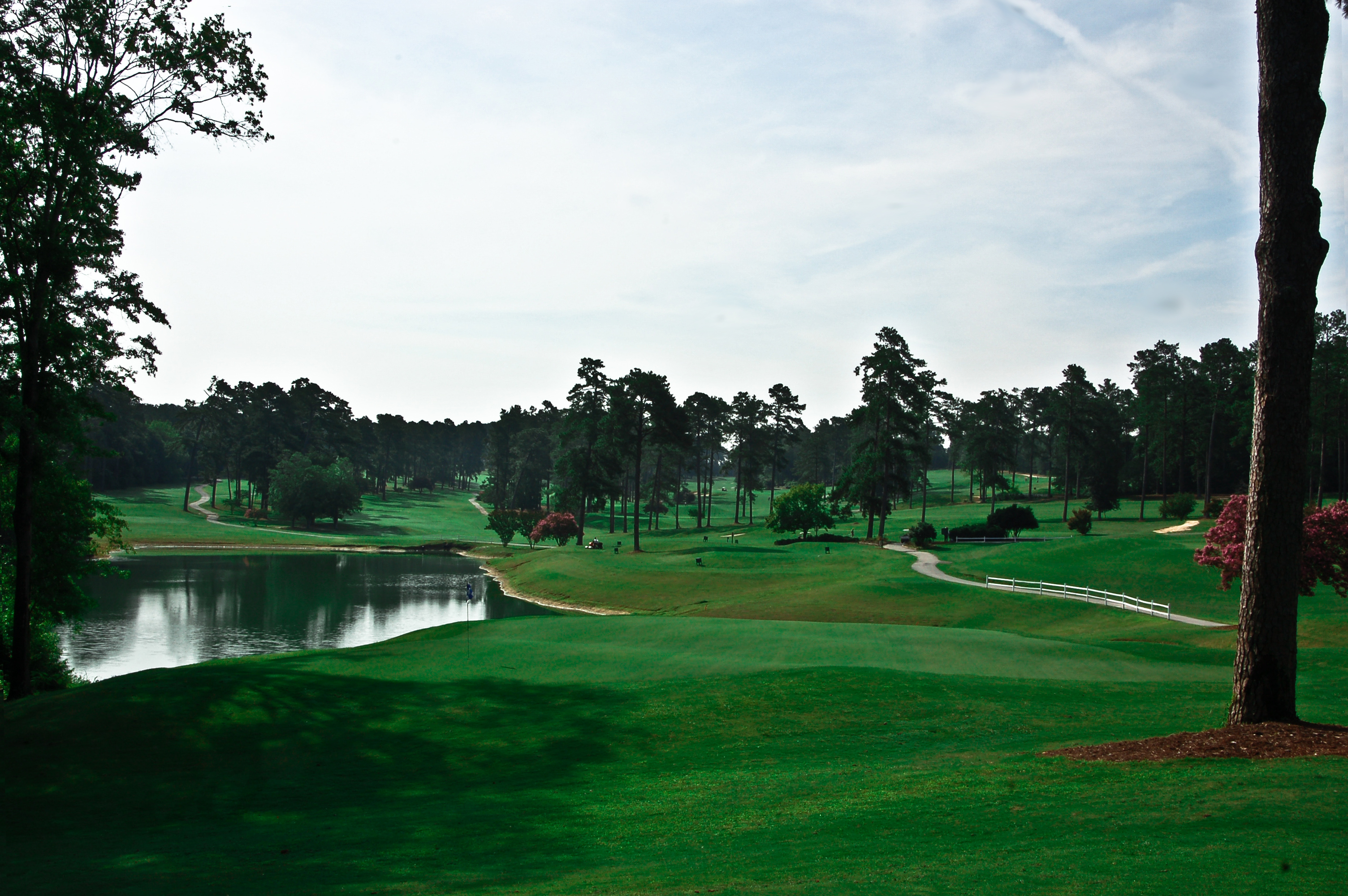
フォレストヒルズキャンパスのゴルフ場

愛称はジャガーズ。チームカラーは濃紺と灰色。伝統的にサウスカロライナ大学エイケン校（ペイサーズ）とオーガスタに位置するペインカレッジ（ライオンズ）をライバルとしている。6種の男子スポーツ（野球、バスケットボール、クロスカントリー、ゴルフ、陸上、テニス）と7種の女子スポーツ（バスケットボール、クロスカントリー、ゴルフ、陸上、ソフトボール、テニス、バレーボール）のうち男女ゴルフを除いたチームが、NCAA二部のピーチベルトカンファレンス東地区に所属している。男女ゴルフはNCAA一部の他カンファレンスに所属するか独立して活動していたが、2021年からNCAA一部のサウスランドカンファレンスに所属している。
ジャガーズの中でもゴルフは突出した結果を残し、多くのプロゴルファーを輩出している。2010年と2011年には二年連続で、2018年のマスターズ・トーナメント制覇者であるパトリック・リードを筆頭とした男子チームが全米チャンピオンとなっている。

## 著名な出身者
（旧ジョージア健康科学大学・オーガスタ州立大学とそれらの前身校を含む）
- ジョエル・カーター – 女優
- ハーベイ・M・クラックリー － サイコパシー診断の先駆者、イブの三つの顔著者
- レイラ・デンマーク － 百日咳ワクチン開発者の一人
- アイザック・S・ホプキンス － ジョージア工科大学初代学長
- ダレル・カーク － アメリカ医科大学協会会長
- マシュー・L・ネイサン － 37代アメリカ海軍軍医総監
- パトリック・リード － プロゴルファー、2018年マスターズ・トーナメント覇者、2014年・2020年世界ゴルフ選手権覇者